# Eryin Sanhueza
Eryin Alexis Sanhueza Mora (* 29. Januar 1996 in Temuco) ist ein chilenischer Fußballspieler auf der Position eines Torwarts.

## Karriere

### Verein
Eryin Sanhueza kam im Alter von neun Jahren zu Audax Italiano und durchlief die Jugendmannschaften bis zu den Profis. 2015 debütierte er in der Copa Chile und erst 2018 in der Primera División. In seiner Zeit bis 2020 bei Audax Italiano wurde er zweimal verliehen, doch erst 2020 bei Lautaro de Buin wurde er Stammtorwart. Der Verein aus der Segunda División verpflichtete Sanhueza auch nach der Leihe fest. Danach wechselte er zu Deportes Melipilla in die Primera B, stieg jedoch mit dem Klub aus der Liga ab und wechselte zu Deportes La Serena, wo er eine Saison auf seinen Stammplatz warten musste. 2024 gewann Sanhueza die Zweitligameisterschaft.

### Nationalmannschaft
Eryin Sanhueza nahm 2015 mit der U20-Nationalmannschaft am L'Alcúdia-Turnier teil, das Chile gewinnen konnte. Zuvor war er bereits in den Kader der U17-Nationalmannschaft berufen worden.

## Erfolge
Deportes La Serena
- Chilenischer Zweitliga-Meister: 2024

U20-Nationalmannschaft
- L'Alcúdia-Turnier: 2015

## Sonstiges
Sein fünf Jahre älterer Bruder Miguel spielt ebenfalls professionell Fußball.